# Glauconycteris kenyacola
Glauconycteris kenyacola är en fladdermusart som först beskrevs av Peterson 1982.  Glauconycteris kenyacola ingår i släktet Glauconycteris och familjen läderlappar. Inga underarter finns listade i Catalogue of Life. Artepitet i det vetenskapliga namnet är bildat av Kenya och det latinska ordet cola (boende i).
Djuret har i princip samma storlek som Glauconycteris argentatus. Det har kännetecknande vita fläckar vid munnen, vid hakan och kring öronen. Ovansidans päls bildas av hår som är olivbruna vid roten och mumiebruna vid spetsen. På undersidan förekommer ljus ockra päls. Även flygmembranen är ljus ockra och svansflyghuden är ännu ljusare brun. Direkt vid extremiteterna och svansen är flygmembranen mörkare.
Arten förekommer i ett mindre område i östra Kenya. Den lever i skogar i låglandet.